# Miss Italia 1969
Miss Italia 1969 si svolse a Salsomaggiore Terme il 30 e il 31 agosto 1969. Vinse la diciottenne Anna Zamboni di Campofilone (FM). L'organizzazione fu diretta da Enzo Mirigliani.

## Risultati
| Risultato finale | Concorrente             |
| ---------------- | ----------------------- |
| Miss Italia 1969 | - – Anna Zamboni        |
| 2ª classificata  | - – Nicoletta Forte     |
| 3ª classificata  | - – Rossella Ambrosiani |
| Miss Cinema      | - – Ester Guidi         |
| Miss Eleganza    | - – Carla Embcke        |
| Miss Simpatia    | - – Rosy Moschella      |
| Miss Gambissime  | - Rossana Barbieri      |

## Concorrenti
01) Nicoletta Forte (Miss Liguria)

02) Anna Zamboni (Miss Romagna)

03) Antonella Pili (Miss Sardegna)

04) Marisa Gabrielli (Miss Umbria)

05) Michela Cavaliere (Miss Valle d'Aosta)

06) Alfredina Girotti (Miss Emilia)

07) Patrizia Bottaro (Miss Campania)

08) Onorina Mancini (Miss Toscana)

09) Ileana Sottile (Miss Sicilia)

10) Loredana Benedetti (Miss Puglia)

11) Maria Tallarita (Miss Calabria)

12) Franca Naso (Miss Piemonte)

13) Franca Buschittari (Miss Marche)

14) Paola Tedesco (Miss Roma)

15) Igli Villani (Miss Lazio)

16) Daniela Donadi (Miss Friuli Venezia Giulia)

17) Ivonne De Manincorn (Miss Trentino-Alto Adige)

18) Alida Perini (Miss Veneto)

19) Amedea Martellotti (Miss Cinema Puglia)

20) Rosi Moschella (Miss Cinema Toscana)

21) Lucia Caselli (Miss Cinema Romagna)

22) Nives Ponzi (Miss Cinema Emilia)

23) Fabrizia Spaolonzi (Miss Cinema Liguria)

24) Anna D'Agostino (Miss Cinema Sardegna)

25) Sandra Cabrini (Miss Cinema Lazio)

26) Giuseppina Cannizzo (Miss Cinema Sicilia)

27) Gesualda Augimeri (Miss Cinema Calabria)

28) Rossana Vecchione (Miss Cinema Campania)

29) Mara Palvarini (Miss Cinema Lombardia)

30) Elisabetta Putini (Miss Cinema Umbria)

31) Loretta Mondino (Miss Cinema Valle d'Aosta)

32) Ester Guidi (La Bella dell'Adriatico)

33) Patrizia Picchietti Gramignani (Miss Cinema Marche)

34) Mirella Bergonzani (Selezione Fotografica)

35) Stefania Ciarnei (Miss Cinema Abruzzo)

36) Rossana Barbieri (Selezione Fotografica)

37) Adriana Zanaletti (Miss Milano)

38) Rossella Ambrosiani (Miss Lombardia)

39) Marisa Nitti (Miss Eleganza Emilia)

40) Milena Nardi (Miss Eleganza)

41) Ivelise Piasini (Miss Eleganza)

42) Luciana Polo (Miss Eleganza)

43) Miriam Gandolfi (Miss Eleganza)

44) Carla Embcke (Miss Eleganza)

45) Mali Bucharian (Miss Eleganza)

46) Orietta Malvisi (Miss Eleganza)

47) Mariella Marra (Miss Eleganza)

48) Anna Maria Panella (Miss Eleganza)

49) Luisella Simonelli (Miss Eleganza)